# Zayed Sultan
Zayed Sultan Ahmed Jassim Ibrahim Al-Zaabi, noto semplicemente come Zayed Sultan (in arabo زايد سلطان‎?; Abu Dhabi, 11 aprile 2001), è un calciatore emiratino, difensore dell'Al-Jazira e della nazionale emiratina.

## Statistiche

### Cronologia presenze e reti in nazionale
| Cronologia completa delle presenze e delle reti in nazionale ― Libano | Cronologia completa delle presenze e delle reti in nazionale ― Libano | Cronologia completa delle presenze e delle reti in nazionale ― Libano | Cronologia completa delle presenze e delle reti in nazionale ― Libano | Cronologia completa delle presenze e delle reti in nazionale ― Libano | Cronologia completa delle presenze e delle reti in nazionale ― Libano | Cronologia completa delle presenze e delle reti in nazionale ― Libano | Cronologia completa delle presenze e delle reti in nazionale ― Libano |
| Data                                                                  | Città                                                                 | In casa                                                               | Risultato                                                             | Ospiti                                                                | Competizione                                                          | Reti                                                                  | Note                                                                  |
| --------------------------------------------------------------------- | --------------------------------------------------------------------- | --------------------------------------------------------------------- | --------------------------------------------------------------------- | --------------------------------------------------------------------- | --------------------------------------------------------------------- | --------------------------------------------------------------------- | --------------------------------------------------------------------- |
| 12-10-2023                                                            | Dubai                                                                 | Emirati Arabi Uniti                                                   | 1 – 0                                                                 | Kuwait                                                                | Amichevole                                                            | -                                                                     | 84’                                                                   |
| 16-11-2023                                                            | Dubai                                                                 | Emirati Arabi Uniti                                                   | 4 – 0                                                                 | Nepal                                                                 | Qual. Mondiali 2026                                                   | -                                                                     |                                                                       |
| 21-11-2023                                                            | Riffa                                                                 | Bahrein                                                               | 0 – 2                                                                 | Emirati Arabi Uniti                                                   | Qual. Mondiali 2026                                                   | -                                                                     | 87’                                                                   |
| 30-12-2023                                                            | Abu Dhabi                                                             | Emirati Arabi Uniti                                                   | 1 – 0                                                                 | Kirghizistan                                                          | Amichevole                                                            | -                                                                     |                                                                       |
| Totale                                                                |                                                                       | Presenze                                                              | 4                                                                     |                                                                       | Reti                                                                  | 0                                                                     |                                                                       |

## Palmarès

### Club

#### Competizioni nazionali
- Coppa di Lega emiratina: 1

Al-Jazira: 2024-2025